# لوئیس مونترو
لوئیس مونترو (انگلیسی: Luis Montero؛ زادهٔ ۶ آوریل ۱۹۹۳) بازیکن بسکتبال اهل جمهوری دومینیکن است.
از باشگاه‌هایی که در آن بازی کرده‌است می‌توان به میامی هیت اشاره کرد.